# Louise Roy (écrivaine)
Pour les articles homonymes, voir Roy et Louise Roy.
Louise Roy est une dramaturge et scénariste québécoise née en 1945 à Sullivan, une ancienne municipalité de l'Abitibi-Témiscamingue, fusionnée en 2002 à la ville de Val-d'Or.

## Biographie
En 1961 à l’âge de 15 ans elle gagne le premier prix de peinture du concours Les Canadiens au travail de la compagnie Brooke Bond: une bourse de voyage de deux semaines en France et en Angleterre.
Deux ans plus tard, elle entre à l'École des beaux-arts de Montréal (1963-1967). Elle travaille ensuite quelques années en animation et en illustration mais à partir de 1976, elle se consacre entièrement à l’écriture dramatique.
Avec Louis Saia, elle écrit les pièces Une amie d’enfance, Ida Lachance et Bachelor (avec la collaboration de Michel Rivard) ; avec Michel Chevrier, Transport en commun et Les dernières chaleurs; avec Marie Perreault, Quatre tableaux d’une cruauté sans nom, Perdue au milieu de l’Océan, Nuages et La Trampoline est à deux pieds du plafond (avec la collaboration de Marie-Christine Lussier) et avec Yves Desgagnés elle écrit Je ne t’aime pas et Les Nouilles.
Au cours des années, elle fait partie d’équipes d’auteurs de plusieurs émissions Jeunesse telles que Robin et Stella, Les Aventures de la courte échelle I et II, Les nouvelles aventures des intrépides, Dans une galaxie près de chez vous, My Hometown, Ayoye!, Le Club des 100 watts, Lire aux éclats et Picoli et Lirabo. Elle écrit aussi pour les séries de dessins animés Inuk, Gofrette, Bob Morane, Fennec très grand détective et les séries d’humour Samedi de rire et CTYVON.

## Théâtre
- Une amie d'enfance, en collaboration avec Louis Saia, créée en février 1977 au Conventum, reprise au Théâtre de Quat’sous en septembre 1977 et au Théâtre international de Montréal en août 1980 dans une mise en scène de Louis Saia. La pièce fera l’objet de plusieurs reprises notamment, dans une mise en scène de Lorraine Pintal au Théâtre Denise Pelletier, saison 1983-1984. (ÉDITION: Montréal, Leméac, 1980, 132p.)
- Ida Lachance, en collaboration avec Louis Saia, créée en février 1978 au Conventum. Mise en scène: Louis Saia.
- Le Kud de Kildare, en collaboration avec Louis Saia, exercice pour les étudiants de l'École Nationale de Théâtre, créé en avril 1978. Mise en scène: Louis Saia.
- Bachelor, en collaboration avec Louis Saia et Michel Rivard, créée au Théâtre des Voyagements en avril 1979, reprise en février 1981 à l'Atelier Continu et en tournée par la suite pendant toute l'année 1981 dans une mise en scène de Louis Saia. La pièce sera reprise au Théâtre Corona en 2004, dans une mise en scène de Yves Desgagnés[13]. La pièce est reprise dans différentes salles de théâtre au Québec en 2024 et 2025 par Martin Leclerc Productions dans une mise en scène d'Édith Cochrane[14](ÉDITION : Montréal, Leméac, 1981,1981,87p.)
- Femmes de toilettes[15], en collaboration avec Josette Trépanier, commande de Pierre Ayot dans le cadre de son exposition au Musée d'art contemporain de Montréal (1979).
- Jouez-vous au baseball madame Belhumeur?, en collaboration avec Josette Trépanier (1980)
- Mousse, collectif d’auteurs. Mise en scène Michel Côté et Jean-Guy Viau en 1981.
- Les Dernières Chaleurs et Transport en commun, en collaboration avec Michel Chevrier, créées en mai 1981 au Théâtre des Voyagements, reprises au Théâtre du Chenal-du-Moine, à Sorel, à l'été 1981. Mise en scène : Jean-Luc Bastien.
- La trampoline est à deux pieds du plafond,en collaboration avec Marie Perreault et Marie-Christine Lussier, créée au Théâtre d’Aujourd’hui en 1983. Mise en scène de Lorraine Pintal[16]
- Quatre tableaux d’une cruauté sans nom,en collaboration avec Marie Perreault, créée au Théâtre La Licorne en 1983. Mise en scène de Louise Roy.
- Je ne t’aime pas, en collaboration avec Yves Desgagnés, créée à la Salle Fred-Barry en 1984 et invitée au Premier Festival de la Francophonie en Haute-Vienne et à Limoges, France. Mise en scène de Yves Desgagnés.
- Les Nouilles, en collaboration avec Yves Desgagnés. Créée au Théâtre de Quat’sous en 1986. Mise en scène de Yves Desgagnés. (Éditions Leméac 1986)
- Nuages,(2018) en collaboration avec Marie Perreault.

## Pièces radiophoniques
- Impressions de voyage, en collaboration avec Louis Saia, premier prix du Concours d’oeuvres dramatiques de Radio-Canada, (1976). Réalisation : Jean-Pierre Saulnier.
- Rencontre du deuxième type, pièce radiophonique, en collaboration avec Louis Saia, Radio-Canada (1977). Réalisation : Yves André.
- Perdue au milieu de l’océan en collaboration avec Marie Perreault, Radio-Canada (1993). Réalisation : Jean-Pierre Saulnier.

## Télévision
- Les aventures de la Courte échelle I et II  (1996-1998)
- Watatatow (1991)
- CTYVON (1989-1990)
- Le Dépanneur olympique (1989-1990)
- Robin et Stella (1989-1993)
- Tandem (1989-1992)
- À plein temps (1984-1988)[17],[18]
- Le Club des 100 watts
- Bonne Année Roger (Bye Bye 1981)
- Samedi de rire (1985-1988)
- CTYVON (1989-1990)
- Les nouvelles aventures des intrépides (1994-1995)

## Animation (séries jeunesse) scénarisation
- INUK I_II_III  scénariste, Pop 6 Animation
- Gofrette scénariste, Cinar Animation
- Bob Morane d’après l’oeuvre de Henri Vernes, Ellipse Animation
- Fennec de très grand détective d’après l’oeuvre de Antoon Krieg, Cactus animation.

## Animation (productions)
The Spring and Fall of Nina Polanski court métrage: scénariste, exécution des dessins et co-réalisation avec Joan Hutton pour le Studio D de l’Office National du Film (1974).
Participation à La chambre nuptiale, une installation de l’artiste visuelle Francine Larrivée (1976): réalisation d’un court métrage d’animation: scénariste, exécution des dessins et animation avec la collaboration de Jacques Drouin.

## Films
- Une amie d'enfance, (1978) de Louise Roy et Louis Saia d’après la pièce de théâtre du même nom, réalisé par Francis Mankiewicz
- Propriété privée  (1981) court métrage écrit en collaboration avec Louis Saia, réalisé par Louis Saia.
- Onzième spéciale (1988) téléfilm écrit en collaboration avec Marie Perreault, réalisé par Micheline Lanctôt.

## Traductions et adaptations
- Les trois sœurs d’Anton Tchekhov, m.e.s. Yves Desgagnés (Théâtre Jean-Duceppe, 1995)
- Sœur Marie Ignace de Christopher Durang, m.e.s. Fernand Rainville (École Nationale de Théâtre, 1992)

## Mise en scène
- Quatre Tableaux d’une cruauté sans nom de Marie Perreault et Louise Roy (Théâtre La Licorne, 1983)

## Enseignement
- École Nationale de Théâtre (écriture dramatique, section française) supervision dramatique et ateliers 1988-1992 & 1995.

## Distinctions
- 1976 - Prix littéraires Radio-Canada, Impression de voyage
- 1986 - Finaliste au Prix du Gouverneur général, Les nouilles